# Hof Häusel
Hof Häusel liegt in einer Höhe von 250 Metern in der Gemarkung Vockenhausen (Gemeinde Eppstein), etwa 8 km nordwestlich von Hofheim am Taunus.
Heute beherbergt der Hof unter anderem einen pferdewirtschaftlichen Betrieb und einen Gartenbau und -pflegebetrieb. Etwa 100 Hektar Acker- und Weideland werden hauptsächlich für die Pferdehaltung genutzt.

## Geschichte
Der Hof wurde erstmals 1233 in einem Steuerverzeichnis der Pfarrei Schloßborn erwähnt. Im Verlaufe der Jahrhunderte wurde der Hof unterschiedlich benannt:
- Husenlin (um 1226–1239)
- curthim in Husels (um 1280–1285)
- hoff zum Huselns (1433)
- hofe by Husels (1434)
- Hoiff zum Heusels obig Eppstein (1592)

Die Bezeichnung "Huso" oder "Huselin" stand für kleines Haus.
Der Hof war, abgesehen von einer kurzen Unterbrechung um 1688, dauerhaft besiedelt. Er war ursprünglich im Besitz des Mainzer St. Stephan-Stiftes, wurde um 1280, zu Zeiten des Mainzer Erzbischofs Werner von Eppstein ("Der Königsmacher"), Eigentum der Herren von Eppstein. Ab 1492 ging er vollkommen in den Besitz der Landgrafen von Hessen über. Auf einer Landkarte von 1607 (Wilhelm Dilichs Landtafeln) wird der Hof unter der Bezeichnung "Heusels" als eigenständige Gemeinde angeführt.

## Landgericht Häusel
Das Landgericht Häusel war ein mittelalterlicher Rechtsbezirk, der 21 Dörfer und Höfe zwischen Kröftel und  Unterliederbach, Bremthal und Hornau umfasste. Bis zum Mittelalter tagte das Gericht unter einer Linde am Hof Häusel, seit dem 16. Jahrhundert im Eppsteiner Rathaus. Herr des Gerichtes war im Auftrag des Reiches der jeweilige Eppsteiner Burgherr.
Bezogen auf das Gerichtsrecht heißt es in einem Weistum von 1491, das Landgericht habe, wer die Burg Eppstein in Ehren besitze.
Die letzte bekannte Exekution auf der Richtstätte oberhalb des Hofes fand 1687 satt. Damals wurde dort die 20-jährige Bad Sodener Müllersmagd Gertraud Kroh enthauptet. Ihr war vorgeworfen worden, ihr uneheliches Kind nach der heimlichen Geburt getötet zu haben.
Seit 1688 wurde die Gerichtsbarkeit auf Hof Häusel nicht mehr ausgeführt, seit dem Jahr 1720 dann offiziell aufgegeben.

## Wohnhaus in expressionistischer Gestaltung des oberen Hofs Häusel
Der stattliche, zweigeschossige Wohnhausneubau in expressionistischer Gestaltung des oberen Hofs Häusel wurde durch den Architekten Fritz Voggenberger für den jüdischen Hofbesitzer Wilhelm Paderstein erbaut, der 1938 emigrierte. Das dazugehörige schmiedeeiserne Vorgartenportal zeigt Pflanzenformen in Jugendstilornamentik, zugleich Stilelemente der dreißiger Jahre, datiert 1934 (Kunstschlosser Fritz Stein). Der Vorgarten mit geplanter Anlage in zeittypischer Bepflanzung ist ein wertvolles – da seltenes – Beispiel der Gartenarchitektur jener Zeit. Das Haus ist Kulturdenkmal aus geschichtlichen und künstlerischen Gründen.